# Bitwa pod Bergisel
Bitwa pod Bergisel (także: Berg Isel, Mount Isel) – seria czterech bitew stoczonych w 1809 r. i stanowiących część walk Tyrolczyków pod przywództwem Andreasa Hofera przeciwko Francuzom i sprzymierzonym z nimi Bawarczykom w okolicach Innsbrucka. Tzw. powstanie w Tyrolu (powstanie tyrolskie) miało miejsce w latach 1809–1810.

## Sytuacja wyjściowa
Przyczyną powstania w Tyrolu było podporządkowanie kraju w czasie wojen napoleońskich sprzymierzonej z Bonapartem Bawarii, w wyniku czego nastąpiło zniesienie praw tyrolskich z 1511 r. i brutalna ingerencja w tradycyjne życie religijne mieszkańców. Punktem zapalnym była przymusowa rekrutacja młodych Tyrolczyków do armii bawarskiej. Na początku kwietnia 1809 r. w całym Tyrolu doszło do wybuchu niepokojów. Walki o Innsbruck rozpoczęły się 12 kwietnia 1809 r.

## Bitwy

### Pierwsza bitwa pod Bergisel (25 maja 1809)
Rankiem 25 maja siły chłopskie w sile 5000 ludzi wyruszyły do Matrei i rozpoczęły obsadzanie wzgórz na południe od Innsbrucka. Z kierunku Unterinntalu nadciągnęły siły 1000 strzelców pod dowództwem Josefa Speckbachera, dodatkowo powstańców wzmocniło 1200 żołnierzy piechoty austriackiej wyposażonych w 5 dział. Doszło wkrótce do gwałtownych walk na szerokim froncie przeciwko 5000 Bawarczykom, dowodzonym przez generała Deroya. Tyrolczycy pod wodzą Andreasa Hofera bronili się dzielnie, a zapadająca deszczowa noc przerwała walki. Bawarczycy pozostali w dolinie, Tyrolczycy umocnili się na wzgórzach.

### Druga bitwa pod Bergisel (29 maja 1809)
Po nadejściu wzmocnień Andreas Hofer zdecydował się na ponowny atak. Bawarczycy odnieśli znaczne straty i zmuszeni zostali do wycofania się z doliny Unterinntal. Ogólna sytuacja na froncie była jednak dla Austriaków nie najlepsza. Wcześniej, bo 21 i 22 maja Napoleon poniósł co prawda porażkę w starciu z armią austriacką pod wodzą arcyksięcia Karola pod Aspern koło Wiednia, po zwycięstwie jednak pod Wagram 5 i 6 lipca zmusił przeciwnika do podpisania zawieszenia broni w Znojmie 12 lipca.

### Trzecia bitwa pod Bergisel (13 sierpnia 1809)
W drugiej połowie lipca armia francuska w sile 25 000 ludzi na rozkaz Napoleona wtargnęła do Tyrolu. Poniosła jednak duże straty w kilku bitwach o przełęcze Lienzer Klause, Ehrenberger Klause, Pontlatzer Bruecke oraz pod Eisackschlucht.
Do decydującego starcia doszło 13 sierpnia pod Bergisel. 15 000 bawarskich, saskich i francuskich żołnierzy pod dowództwem generała Lefebvre stanęło naprzeciwko tak samo licznej armii strzelców tyrolskich pod wodzą Andreasa Hofera. Centrum Tyrolczyków tworzyły kompanie dowodzone przez Petera Mayra z południa i północy Tyrolu.
Krótka walka nie przyniosła Francuzom żadnych korzyści, wobec czego Lefebvre 15 sierpnia zarządził odwrót w kierunku Unterinntal. Andreas Hofer został komendantem głównym Tyrolu.
Podpisany w październiku 1809 r. pokój w Schönbrunnie ostatecznie podporządkował tereny Tyrolu Bawarii.

### Czwarta bitwa pod Bergisel (1 listopada 1809)
Jeszcze w dniu podpisania pokoju Napoleon wydał rozkaz zdobycia Tyrolu. W połowie października oddziały bawarskie ponownie ruszyły do Tyrolu i 24 października stanęły w okolicach Innsbrucka. Hofer już uprzednio opuścił swoją kwaterę w mieście i przygotowywał nowy atak.
Po niewielkich starciach rankiem 1 listopada Bawarczycy ruszyli do szturmu na Bergisel i po około dwugodzinnych walkach wzgórze zostało zdobyte.
Kilka pojedynczych sukcesów w bitwach pod Meranem i St. Leonhard w połowie listopada nie było już w stanie odwrócić sytuacji na froncie. W wyniku zdrady 28 stycznia 1810 Andreas Hofer został aresztowany i rozstrzelany w Mantui we Włoszech 20 lutego.

## Podsumowanie
Włoskojęzyczne obszary oraz południowa część niemieckojęzycznego Tyrolu przypadły królestwu Włoch. Tyrol wschodni z Lienzem, Sillian i Matrei stał się częścią iliryjskiej prowincji francuskiej.
Po porażce Napoleona w roku 1814, Tyrol powrócił ponownie do Austrii powiększony o obszary Zillertall, Brixentall i Matrei.